# بطولة العالم لسباقات فورمولا 1 موسم 1976
بطولة العالم لسباقات فورمولا 1 موسم 1976 عقدت في سنة 1976 م، وفاز بها جيمس هانت (بالإنجليزية: James Hunt)‏ من فريق ماكلارين (بالإنجليزية: McLaren)‏ بسيارته الكوزوورث (فورد). جيمس هانت الذي بدأ السباق في الخط رقم 8 حصل على أفضل توقيت في الجولة 2 من السباق في أسرع لفة له. هذا السائق في المجموع حصد 69 نقطة.

## الوصلات الخارجية
- الموقع الرسمي للفورمولا 1